# ورق ضد الماء

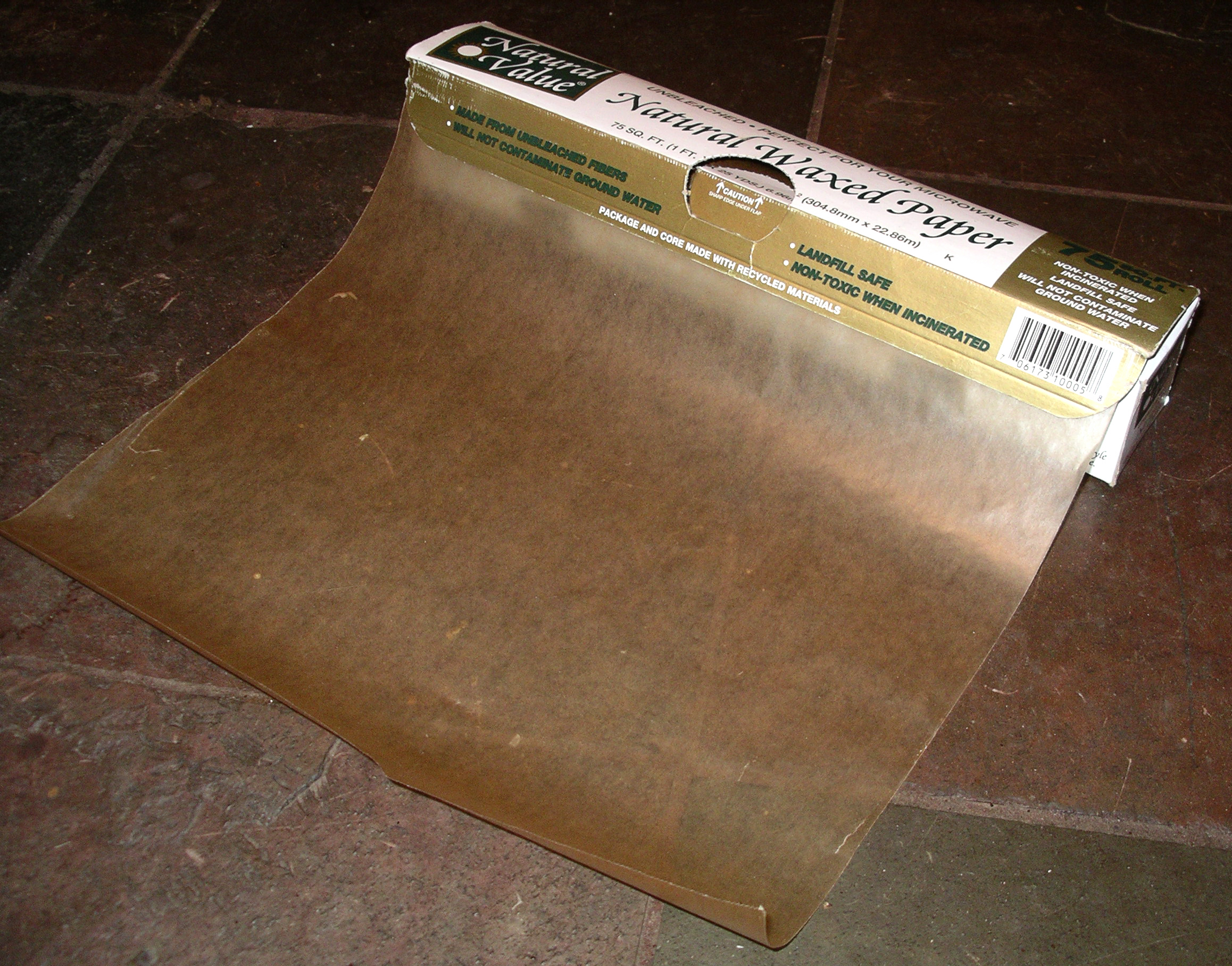
الورق المشع يعد ورقاً ضد الماء.

الورق المضاد للماء هو نوع من الورق جيد، للاستخدام في الأماكن الخارجية والبحرية، وفي الحقول والبيئات الرطبة العامة. صممت في كثير من الأحيان خصيصاً لطباعة الخرائط ، ولصنع ورق الجدران المقاوم للماء. عادة ما يكون دائم ومقاوم للسوائل. يتم إنشاء الورق بطبقات خاصة (ورق مطلي باللدائن) وألياف للسماح لها بالبقاء معاً، وعدم تغيير الشكل أو النسيج عند التعرض للمطر أو الرطوبة أو غمرها في الماء. من الصعب إعادة تدوير الورق المضاد للماء.